# کونئیتس، اوسچینا
کونئیتس (به صربی: Konjic) یک روستا در صربستان است که در Osečina Municipality واقع شده‌است.